# Joel Vieira Pereira
Joel Vieira Pereira (sinh ngày 28 tháng 9 năm 1996) là một cầu thủ bóng đá người Bồ Đào Nha thi đấu cho Académico de Viseu, ở vị trí hậu vệ.

## Sự nghiệp bóng đá
Vào ngày 16 tháng 9 năm 2015, Pereira có màn ra mắt cho Vitória Guimarães B trong trận đấu tại Giải bóng đá hạng nhất quốc gia Bồ Đào Nha 2015–16 trước Atlético.